# Institut du droit de l'information, des télécommunications et des médias
 (novembre 2010).
Si vous disposez d'ouvrages ou d'articles de référence ou si vous connaissez des sites web de qualité traitant du thème abordé ici, merci de compléter l'article en donnant les références utiles à sa vérifiabilité et en les liant à la section « Notes et références ».
Pour les articles homonymes, voir ITM.

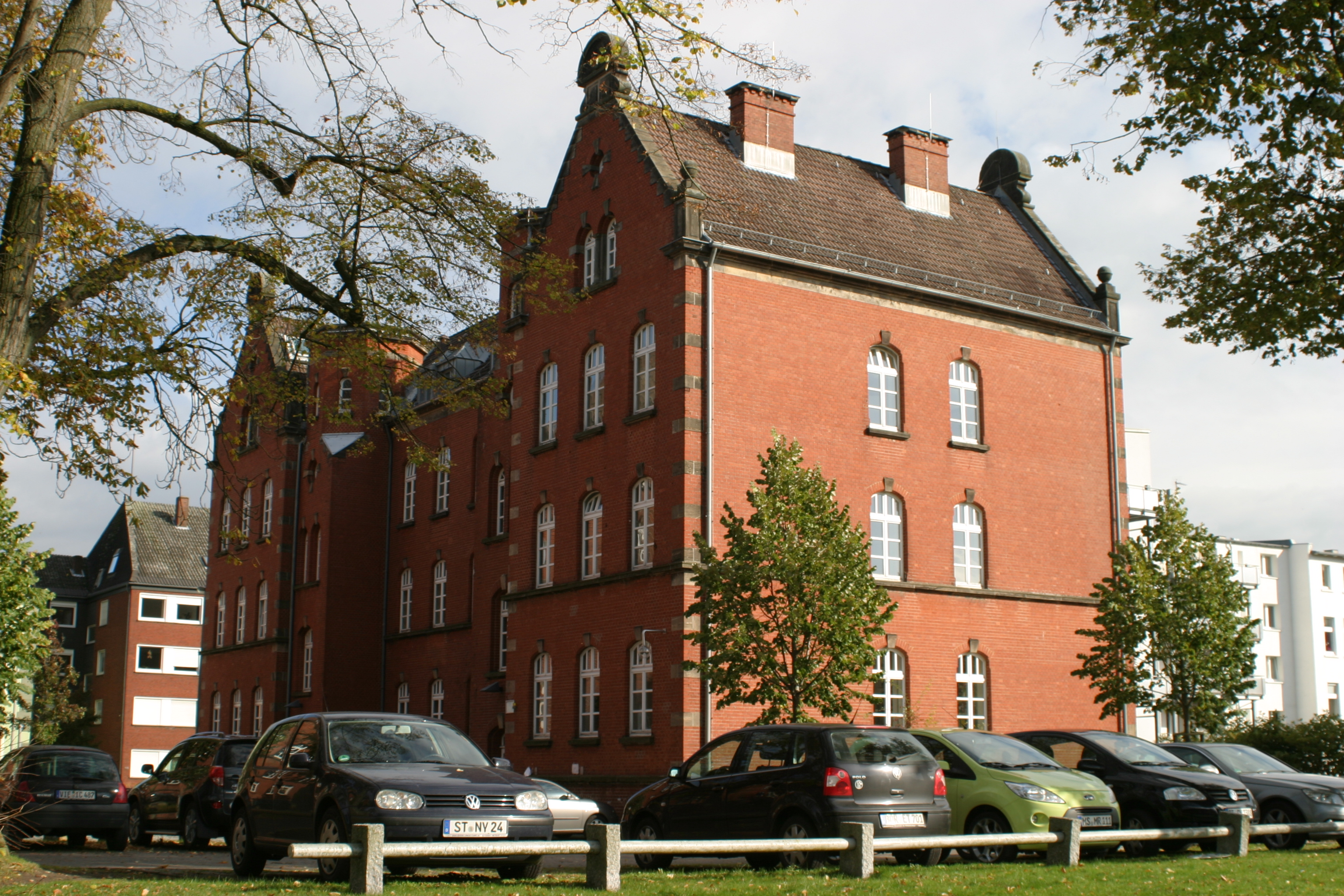
L'Institut pour l'information, des télécommunications et des médias

L'Institut du droit de l'information, des télécommunications et des médias, abrégé en ITM (en allemand : Institut für Informations-, Telekommunikations- und Medienrecht), est une organisation de recherche et d'enseignement située à Münster, en Rhénanie-du-Nord-Westphalie en Allemagne. Tous les grands projets de recherche menés par ITM sont classés par la Commission européenne. Le Conseil scientifique de l'institut est présenté par une vingtaine de professeurs.

## Objectif de la recherche
L'Institut pour l'information, des télécommunications et des médias (ITM) vise à explorer les conditions du cadre juridique de la société et de l'information. Pour s'enrichir de l'expérience des autres pays, on accorde une place particulière au droit comparé. En outre, les membres de l'institut sont chargés de la représentation de l'information, des télécommunications et des médias dans l'enseignement universitaire ainsi que de la formation continue. Les membres de l'institut se chargent aussi des possibilités d'application des médias interactifs dans l'enseignement universitaire et d'autres thèmes de l'information juridique.   La loi de l'information, de la télécommunications et des médias est une question transversale qui ne peut pas, même approximativement, être couverte par l'une des disciplines juridiques traditionnelles - civil, pénal et de droit public. L'ITM s'efforce donc de promouvoir la recherche interdisciplinaire et des activités d'enseignement. Pour cette raison, le conseil d'administration de l'Institut est censé charger un professeur de
chacune des tâches suivantes : le droit civil, le droit pénal et le droit public. À ce jour, ce type structure ne possède pas d'archétype au sein de la République fédérale d'Allemagne.

## Domaine de recherches
La «loi de l'information» traite les problèmes juridiques découlant du traitement électronique des données (EDP). Auparavant, les biens et services étaient prioritaires. Mais aujourd'hui, les actifs incorporels, le savoir-faire, la collection de données, d'expériences et d'idées ont de plus en plus d'importance économique. «Société de l'information» est un terme courant pour décrire notre monde moderne où les images, textes et sons sont liés d'une façon numérique. Peu importe la façon dont l'information est devenue importante pour notre société, sa qualification juridique est encore ouverte. Plus particulièrement en matière de droit civil, nous avons de grandes difficultés à déterminer la personne à qui
certaines données appartiennent, ainsi que pour définir les droits individuels impliqués dans cette propriété. Ces questions servent de l'approche de base concernant les activités de recherche du département.